# Л’Ами, Карло
Карло Л’Ами (нидерл. Carlo l'Ami; род. 20 июля 1966, Лейден, Южная Голландия) — нидерландский футболист и тренер.

## Клубная карьера
Карло Л’Ами начал свою игровую карьеру в местной любительской команде «Блау-Зварт» из города Вассенара. После стал заниматься в молодёжной команде «Эксельсиора» из Роттердама. Дебютировал за основной состав «Эксельсиора» 26 апреля 1987 года. Покинул клуб два года спустя, чтобы присоединиться к ПСВ в Эйндховене. Тем не менее пребывание в ПСВ продлилось только один сезон. Следующим клубом стал СВВ. После всего одного сезона в Схидаме присоединился к «Дордрехту». В следующем сезоне стал игроком «Хераклеса», а в последующем отправился в «Спарту» (Роттердам). В 1993 году присоединился к «Херенвену», где стал первым вратарём. Проведя в клубе в три сезона, в последнем сезоне с «Херенвеном» перешёл в «Камбюр» во время зимнего трансферного окна на правах аренды (сроком на шесть месяцев). После непродолжительной игры за «Камбюр» Л’Ами присоединился к «Телстару» и провёл в нём два сезона. В 1998 году вернулся в Роттердам и вновь стал игроком «Эксельсиора», подписав контракт сроком на четыре года. Впоследствии играл за «Фейеноорд» в течение одного года, после чего завершил карьеру.